# سيزار فالينزويلا
سيزار فالينزويلا (بالإسبانية: César Valenzuela)‏ هو مدرب كرة قدم ولاعب كرة قدم تشيلي في مركز الوسط، ولد في 4 سبتمبر 1992 في بوداهيل في تشيلي. شارك مع منتخب تشيلي تحت 17 سنة لكرة القدم. أما مع النوادي، فقد لعب مع نادي أودينيزي ونادي بالستينو ونادي غرناطة.

## وصلات خارجية
- سيزار فالينزويلا على موقع قاعدة بيانات كرة القدم.إي يو (الإنجليزية)
- سيزار فالينزويلا على موقع Soccerway.com (الإنجليزية)
- سيزار فالينزويلا على موقع AS.com (الإسبانية)